# Атія (Болгарія)
А́тія (болг. Атия) — село в Бургаській області Болгарії. Входить до складу громади Созопол.

## Населення
За даними перепису населення 2011 року у селі проживали 856 осіб.
Національний склад населення села:
| Національність   | Кількість осіб | Відсоток |
| ---------------- | -------------- | -------- |
| болгари          | 504            | 97,9%    |
| турки            | 5              | 1,0%     |
| Всього відповіли | 515            |          |

Розподіл населення за віком у 2011 році:
Динаміка населення: